# Chibchea abiseo
Chibchea abiseo là một loài nhện trong họ Pholcidae. Loài này được phát hiện ở Peru.